# Nikolaj Petrovič Kamanin

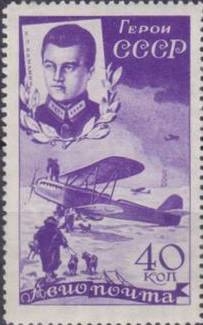
Nikolaj Kamanin při záchraně Čeljuskinců na poštovní známce

Nikolaj Petrovič Kamanin (rusky Николай Петрович Каманин; 18. října 1908 Melenki, nyní Vladimirská oblast – 12. března 1982 Moskva) byl sovětský letec a vojevůdce, generálplukovník letectva a hrdina Sovětského svazu.

## Život
Nikolaj Petrovič Kamanin se narodil v dělnické rodině, byl ruské národnosti. Po dokončení střední školy roku 1927 postoupil do Rudé armády. Roku 1928 absolvoval Leningradskou vojenskou teoretickou školu vojenského letectva, roku 1929 Borisoglebskou vojenskou leteckou školu pilotů. Poté sloužil v letectvu Rudé armády. Roku 1932 vstoupil do komunistické strany.
V únoru 1934 byl nadporučík Nikolaj Kamanin jmenován velitelem smíšeného leteckého oddílu sestaveného pro záchranu posádky parníku Čeljuskin, který se potopil u ostrova Koljučin v Čukotském moři. V obtížných meteorologických podmínkách oddíl provedl přelet do čukotského Vankaremu, ležícímu 140–160 km od Čeljuskinců, kteří si vybudovali tábor na ledu. Letci zachránili všech 104 lidí, Kamanin sám v devíti letech odvezl 34 polárníků. Všichni letci byli vyznamenáni titulem hrdina Sovětského svazu (bylo to první udělení titulu, Kamanin se stal hrdinou č. 2) a Leninovým řádem.
Roku 1937 byl zvolen do nejvyššího sovětu SSSR. Roku 1938 absolvoval Žukovského vojenskou leteckou inženýrskou akademii. Účastnil se Zimní války ve funkci velitele lehké bombardovací brigády. Koncem roku 1940, v hodnocti plukovníka, byl jmenován zástupcem velitele letectva Středoasijského vojenského okruhu, řídil formování a výcvik leteckých útvarů pro frontu.
V sovětsko-německé válce bojoval od července 1942, zprvu velel 292. bitevní letecké divizi Kalininského frontu, od února 1943 8. smíšenému (v červenci 1943 přejmenovaného na 5. bitevní) leteckému sboru v sestavě 1., pak 2. ukrajinského frontu. Zasadil se o zdokonalení taktiky bojového nasazení bitevníků Il-2. Účastnil se Velikolucké, Belgorodsko-Charkovské, Kyjevské, Korsuňsko-Ševčenkovské, Lvovsko-Sandoměřské, Budapešťské a Vídeňské operace. Patřil mezi nejlepší sovětské generály, v letech 1942–1945 byl 17× jmenován v příkazech vrchního velitele.
Po válce zprvu nadále velel sboru. Od roku 1947 pracoval v Hlavní správě civilního letectví, v letech 1951–1955 byl zástupcem předsedy DOSAAF pro letectví. Roku 1956 absolvoval Akademii generálního štábu. V letech 1956–1958 velel letecké armádě, pak se stal zástupcem náčelníka hlavního štábu letectva pro bojovou přípravu.
Roku 1960 byl pověřen celkovým dohledem nad výcvikem kosmonautů ve funkci zástupce náčelníka bojové přípravy letectva pro kosmos. Roku 1966 získal větší autoritu po přejmenování jeho funkce na „pomocník Hlavního velitele letectva pro přípravu a zabezpečení kosmických letů“. Roku 1971 byl odvolán z této funkce, předal ji kosmonautu Vladimiru Šatalovovi a vzápětí poté odešel do penze. Žil v Moskvě. Je autorem řady knih, jeho deníky, posmrtně vydané pod názvem „Skrytý kosmos“ (Скрытый космос), jsou cenným zdrojem informací o pozadí sovětských pilotovaných kosmických letů v desetiletí 1961–1971.
Zemřel 12. března 1982, pochován je na Novoděvičském hřbitově.

## Hodnosti
- generálmajor letectva – 17. března 1943
- generálporučík letectva – 20. dubna 1945
- generálplukovník letectva – 25. října 1967

## Řády a vyznamenání
- Hrdina Sovětského svazu – 20. dubna 1934 (jeho medaile Zlatá hvězda měla číslo 2)
- |  |  Leninův řád – 20. dubna 1934, 20. dubna 1953 a 17. června 1961
- Řád říjnové revoluce – 17. října 1978
- |  Řád rudého praporu – 29. května 1944 a 6. listopadu 1947
- |  Řád Suvorova 2. stupně – 10. ledna 1944 a 28. dubna 1945
- Řád Kutuzova 2. stupně – 19. srpna 1944
- Řád rudé hvězdy – 3. listopadu 1944
- Medaile za vítězství nad Německém ve Velké vlastenecké válce 1941–1945
- Medaile za dobytí Vídně
- Medaile za dobytí Budapešti
- Jubilejní medaile XX let Dělnicko-rolnické rudé armády
- řada medailí, zahraniční řády a medaile

## Dílo
- Первый гражданин Вселенной. Москва: [s.n.], 1962.
- Лётчики и космонавты. Москва: Политиздат, 1971. Dostupné online.
- Старты в небо. Москва: [s.n.], 1976.
- Сотвори себя. Москва: [s.n.], 1982.
- Скрытый космос. Москва: Инфортекст-ИФ, 1995–97. 4 svazky. Dostupné online.